# Итабораи
Итабораи (порт. Itaboraí) град је у Бразилу у савезној држави Рио де Жанеиро. Према процени из 2007. у граду је живело 215.792 становника.

## Становништво
Према процени из 2007. у граду је живело 215.792 становника.
| 1991.   | 2000.   |
| ------- | ------- |
| 162,742 | 187,479 |